# Alexandre McCulloch
Alexandre McCulloch (Edimburgo, Escocia, siglo XIX - Edimburgo, Escocia, siglo XX) fue un futbolista escocés que se desempeñaba en la posición de delantero.

## Biografía
Poco se sabe de su vida en Gran Bretaña. Todo lo que se sabe es que fue el primer británico en jugar en Club Atlético Boca Juniors. El club se interesó en el y llegó a jugar un solo partido, el 1 de septiembre de 1912, donde anotó un gol en victoria 3-0 ante Comercio por la fecha 12 de la División Intermedia de 1912. Se desempeñó por muy poco en Club Honor y Patria de Almagro, para luego volver a su país natal.

## Clubes
| Club         | País      | Año  | Partidos | Goles |
| ------------ | --------- | ---- | -------- | ----- |
| Boca Juniors | Argentina | 1912 | 1        | 1     |